# Финал Кубка Германии по футболу 2019
Финал Кубка Германии 2019 года определил победителя Кубка Германии 2018/19, 76-го розыгрыша ежегодного футбольного турнира. Матч состоялся 25 мая 2019 года на Олимпийском стадионе в Берлине.  
В финале встретились клубы Бундеслиги — «РБ Лейпциг», который впервые вышел в финал, и «Бавария», являющаяся рекордным обладателем трофея.  
«Бавария» одержала победу со счётом 3:0, завоевав свой 19-й титул Кубка Германии. Эта победа также принесла клубу 12-й в истории «золотой дубль» (победы в чемпионате и кубке в один сезон). В августе 2019 года «Бавария» сыграла в Суперкубке Германии против вице-чемпиона Бундеслиги 2018/19 — дортмундской «Боруссии».  
Поскольку «Бавария» квалифицировалась в Лигу чемпионов через Бундеслигу, команда, занявшая шестое место — «Вольфсбург», — получила путёвку в групповую стадию Лиги Европы 2019/20. Третья путёвка второго отборочного раунда досталась «Айнтрахту» из Франкфурта, который занял седьмое место в чемпионате.

## Команды
В следующей таблице финалы до 1943 года относятся к эпохе Кубка Чаммера (Tschammerpokal), а начиная с 1953 года — к эпохе Кубка Германии (DFB-Pokal).
| Команды    | Предыдущие участия в финалах (жирным шрифтом выделены победы)                                                                           |
| ---------- | --- |
| РБ Лейпциг | нет |
| Бавария    | 22 (1957, 1966, 1967, 1969, 1971, 1982, 1984, 1985, 1986, 1998, 1999, 2000, 2003, 2005, 2006, 2008, 2010, 2012, 2013, 2014, 2016, 2018) |

## Предыстория

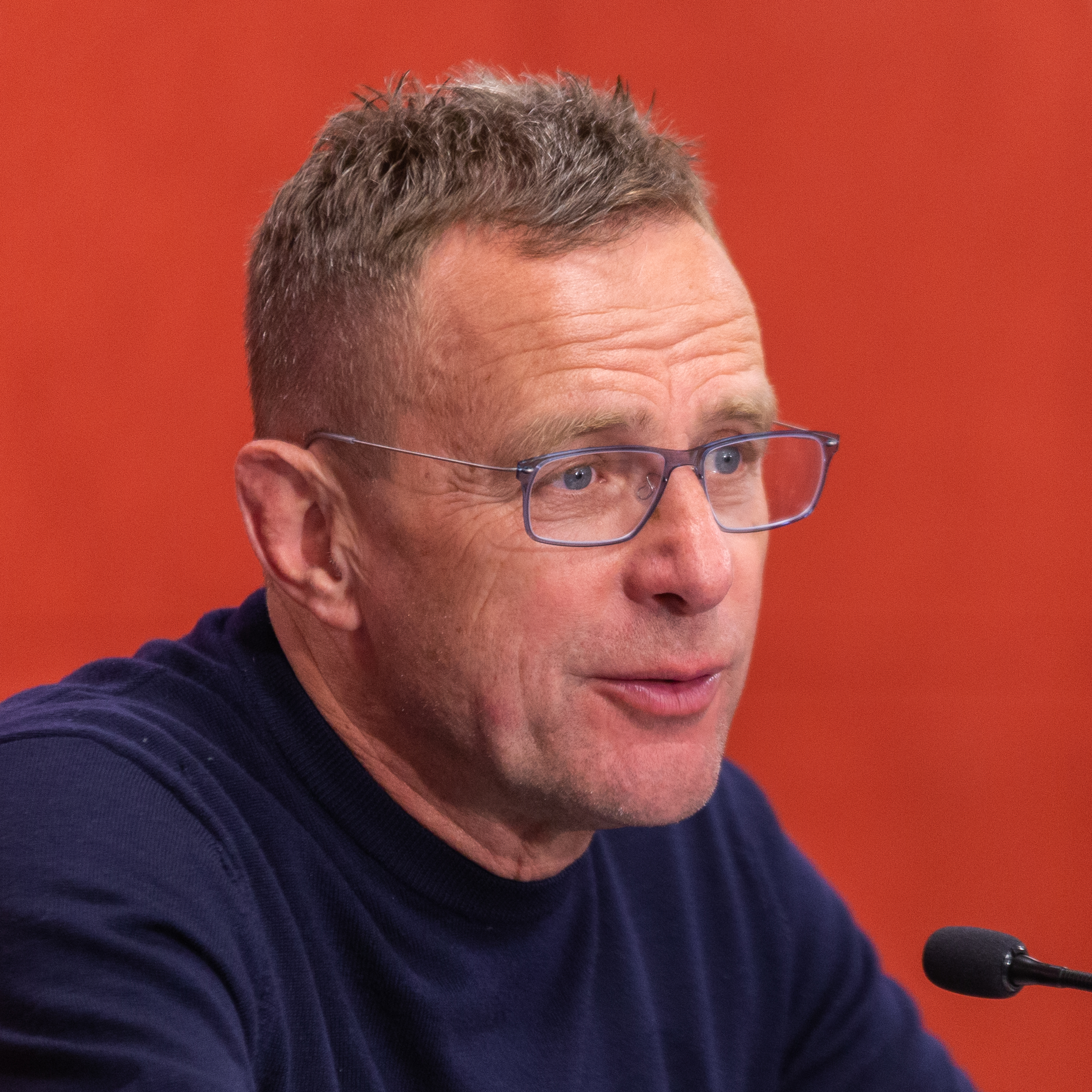
Этот матч стал третьим финалом Кубка Германии для главного тренера «РБ Лейпциг» Ральфа Рангника

Финал стал первым для «РБ Лейпциг» в их седьмом сезоне участия в турнире. До этого клуб трижды доходил до второго раунда — в сезонах 2011/12, 2015/16 и 2017/18. Они стали 39-м клубом, вышедшим в финал, и первым дебютантом финала с 2001 года, когда это сделал «Унион Берлин». Это достижение произошло менее чем за десять лет с момента основания клуба 19 мая 2009 года. Они также являются первым клубом из Саксонии, который достиг финала с тех пор, как «Дрезднер» выиграл в 1941 году, а также вторым клубом из Лейпцига, который вышел в финал, после того как «ВфБ Лейпциг» выиграл в 1936 году. Победа принесла бы «РБ Лейпциг» первый большой трофей, поскольку ранее клуб выигрывал только региональные титулы и кубки. Кроме того, они стали бы первой командой с 1993 года, выигравшей свой дебютный финал, после «Байера 04».
Финал стал последним матчем для Ральфа Рангника в качестве главного тренера «Лейпцига», так как он вернулся на пост спортивного директора после назначения Юлиана Нагельсманна главным тренером на сезон 2019/20. После отставки Ральфа Хазенхюттля Рангник возглавил команду на сезон 2018/19. Это был его второй период на посту главного тренера после того, как он вывел клуб в Бундеслигу в сезоне 2015/16. Рангник занимал должность спортивного директора с сезона 2012/13, за исключением периодов, когда исполнял обязанности главного тренера. Этот матч стал для него третьим финалом Кубка Германии — ранее он дважды выходил в финал с «Шальке 04», проиграв «Баварии» 1:2 в 2005 году и выиграв трофей в 2011-м, обыграв «Дуйсбург» со счётом 5:0.

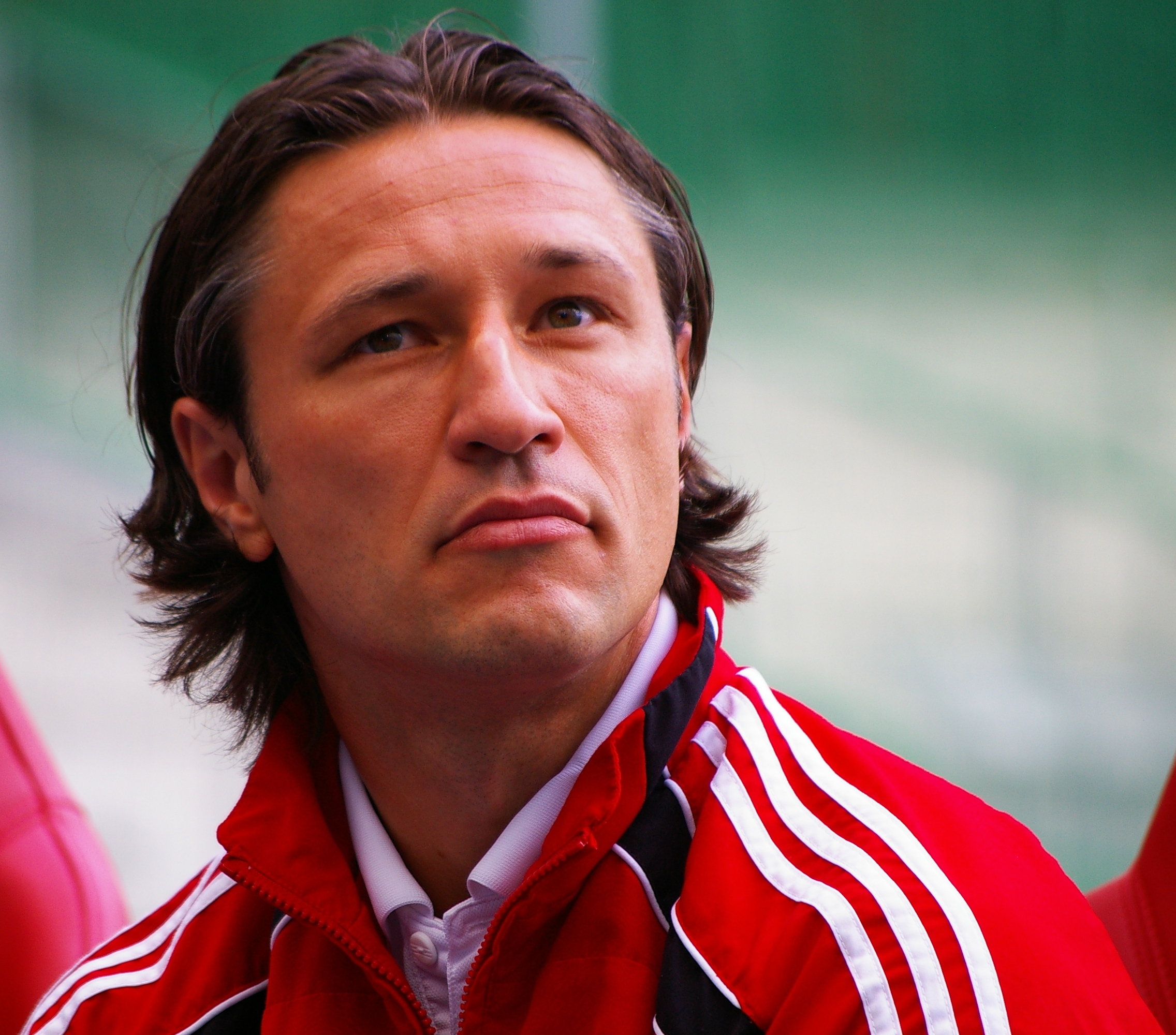
Тренер «Баварии» Нико Ковач вышел в третий финал подряд

«Бавария» вышла в 23-й финал кубка, тем самым укрепив свой рекорд в турнире. Из предыдущих финалов мюнхенский клуб выиграл 18 раз (также рекорд соревнования) и потерпел четыре поражения. Этот финал станет для «Баварии» вторым подряд — в 2018 году она уступила «Айнтрахту» из Франкфурта, который тогда возглавлял нынешний тренер «Баварии» Нико Ковач. Последнюю победу в финале «Бавария» одержала в 2016 году, когда обыграла дортмундскую «Боруссию» в серии пенальти. Команда претендовала на «золотой дубль» — победу в чемпионате и кубке, завоевав титул в Бундеслиге сезона 2018/19 на последнем туре за неделю до финала. Ранее «Бавария» оформляла «дубль» 11 раз (в 2013 году — в рамках требла), что является рекордом в Германии, последний раз — в 2016 году.
Финал станет третьим подряд для главного тренера «Баварии» Нико Ковача, и он станет четвёртым тренером, которому это удалось, после Ханса Шмидта («Шальке 04», поражения в 1935 и 1936 годах, победа в 1937-м), Удо Латтека («Бавария», победы в 1984 и 1986 годах, поражение в 1985-м) и Отто Рехагеля («Вердер Бремен», поражения в 1989 и 1990 годах, победа в 1991-м). Однако Ковач стал первым, кто достиг этой серии с разными клубами. В своём дебютном сезоне с «Баварией» он вышел в финал, а предыдущие два финала провёл с «Айнтрахтом» из Франкфурта. В 2017 году его команда проиграла дортмундской «Боруссии» со счётом 1:2, а в 2018 году обыграла будущих работодателей — «Баварию».
Ковач стал вторым тренером, которому удалось выйти в три финала Кубка Германии в первых трёх попытках, после Ханса Шмидта с «Шальке 04» (1935–1937). Также он мог стать седьмым тренером, выигравшим два кубка подряд, следуя за Георгом Кёлером («Дрезднер», 1940 и 1941), Златко Чайковским («Бавария», 1966 и 1967), Дитрихом Вайзе («Айнтрахт», 1974 и 1975), Хеннесом Вайсвайлером («Кёльн», 1977 и 1978), Хубом Стевенсом («Шальке 04», 2001 и 2002) и Феликсом Магатом («Бавария», 2005 и 2006). Однако Ковач мог стать первым, кто добьётся этого с разными клубами.
В 2018 году Ковач стал пятым человеком, выигравшим Кубок Германии как игрок и как тренер. Этот финал может сделать его вторым, кому удалось выиграть трофей и в роли игрока, и в роли тренера с одним и тем же клубом, повторив достижение Томаса Шаафа («Вердер Бремен», как игрок в 1991 и 1994 годах, как тренер в 1999, 2004 и 2009 годах). Ковач также может стать вторым человеком, который завоевал несколько титулов в качестве тренера, имея победы в Кубке Германии и в качестве игрока, наряду с Шаафом.
Финал стал восьмой встречей между «Лейпцигом» и «Баварией». До этого «Бавария» одержала четыре победы, «Лейпциг» — одну, и один матч завершился вничью (победа «Баварии» по пенальти). Этот матч станет 65-м уникальным финалом в истории Кубка Германии. Одна из предыдущих встреч команд состоялась в Кубке Германии, когда они встретились во втором раунде прошлого сезона. Тогда матч в Лейпциге завершился со счётом 1:1 в дополнительное время, а «Бавария» победила 5:4 в серии пенальти. Остальные игры прошли в Бундеслиге: в сезоне 2016/17 «Бавария» выиграла 3:0 дома и 5:4 в гостях. В сезоне 2017/18 мюнхенцы победили 2:0 в первом матче дома, а «Лейпциг» взял реванш, выиграв 2:1 на своём поле. В сезоне 2018/19 команды также встретились дважды перед финалом. В первой встрече, состоявшейся 19 декабря 2018 года, «Бавария» выиграла 1:0 дома. Вторая игра, которая прошла 11 мая 2019 года в Лейпциге, завершилась нулевой ничьей и была воспринята публикой как «предварительный финал».

## Путь к финалу
| РБ Лейпциг | РБ Лейпциг         | Стадия         | Бавария           | Бавария            |
| ---------- | ------------------ | -------------- | ----------------- | ------------------ |
| Соперник   | Результат          |                | Соперник          | Результат          |
| Виктория   | 3:1 (В)            | Первый раунд   | Дрохтерзен-Ассель | 1:0 (В)            |
| Хоффенхайм | 2:0 (Д)            | Второй раунд   | Рёдингхаузен      | 2:1 (В)            |
| Вольфсбург | 1:0 (Д)            | 1/8 финала     | Герта             | 3:2 (В) (доп. вр.) |
| Аугсбург   | 2:1 (В) (доп. вр.) | Четвертьфиналы | Хайденхайм        | 5:4 (Д)            |
| Гамбург    | 3:1 (В)            | Полуфиналы     | Вердер            | 3:2 (В)            |

Примечание: Д — дома, В — на выезде

## Матч
| РБ Лейпциг | 0:3     | Бавария                             |
| ---------- | ------- | ----------------------------------- |
|            | (отчёт) | - Левандовский 29′, 85′ - Коман 78′ |

| РБ Лейпциг | Бавария |

| Вр              | 1  | Петер Гулачи         |     |     |
| Защ             | 16 | Лукас Клостерман     |     |     |
| Защ             | 6  | Ибраима Конате       |     | 82' |
| Защ             | 4  | Вилли Орбан (к)      |     | 70' |
| Защ             | 23 | Марсель Хальстенберг |     |     |
| ПЗ              | 14 | Тайлер Адамс         |     | 65' |
| ПЗ              | 7  | Марсель Забитцер     |     |     |
| ПЗ              | 44 | Кевин Кампль         |     |     |
| ПЗ              | 10 | Эмиль Форсберг       |     |     |
| Нап             | 9  | Юссуф Поульсен       |     |     |
| Нап             | 11 | Тимо Вернер          |     |     |
| Запасные:       |    |                      |     |     |
| Вр              | 28 | Ивон Мвого           |     |     |
| Защ             | 5  | Дайо Упамекано       | 82' | 70' |
| Защ             | 22 | Норди Мукиеле        |     |     |
| Защ             | 27 | Конрад Лаймер        |     | 65' |
| ПЗ              | 8  | Амаду Айдара         |     | 82' |
| ПЗ              | 31 | Диего Демме          |     |     |
| Нап             | 20 | Матеус Кунья         |     |     |
| Главный тренер: |    |                      |     |     |
| Ральф Рангник   |    |                      |     |     |

| Вр              | 1  | Мануэль Нойер (к)   |     |     |
| Защ             | 32 | Йозуа Киммих        |     |     |
| Защ             | 4  | Никлас Зюле         |     |     |
| Защ             | 5  | Матс Хуммельс       |     |     |
| Защ             | 27 | Давид Алаба         |     |     |
| ПЗ              | 8  | Хави Мартинес       |     | 65' |
| ПЗ              | 6  | Тьяго Алькантара    |     |     |
| ПЗ              | 22 | Серж Гнабри         |     | 73' |
| ПЗ              | 25 | Томас Мюллер        |     |     |
| ПЗ              | 29 | Кингсли Коман       |     | 87' |
| Нап             | 9  | Роберт Левандовский | 87' |     |
| Запасные:       |    |                     |     |     |
| Вр              | 26 | Свен Ульрайх        |     |     |
| Защ             | 13 | Рафинья             |     |     |
| Защ             | 17 | Жером Боатенг       |     |     |
| ПЗ              | 7  | Франк Рибери        |     | 87' |
| ПЗ              | 10 | Арьен Роббен        |     | 73' |
| ПЗ              | 24 | Корантен Толиссо    |     | 65' |
| ПЗ              | 35 | Ренату Саншеш       |     |     |
| Главный тренер: |    |                     |     |     |
| Нико Ковач      |    |                     |     |     |

| Игрок Матча: Роберт Левандовский (Бавария) Помощники судьи: Кристиан Гиттельманн (Гауэрсхайм) Маттиас Йелленбек (Фрайбург) Резервный судья: Бибиана Штайнхаус (Лангенхаген) Видеопомощник судьи: Тобиас Вельц (Висбаден) Ассистент видеопомощника судьи: Мартин Томсен (Клеве) | Регламент матча: - 90 минут основного времени. - 30 минут овертайм в случае необходимости. - Послематчевые пенальти в случае необходимости. - Семь запасных с каждой стороны. - Максимальное количество замен — по три с каждой стороны, четвёртая возможна в дополнительное время. |